# Paolo Roversi (scrittore)
Paolo Roversi (Suzzara, 29 marzo 1975) è uno scrittore, giornalista e sceneggiatore italiano.
- - Biografia

Mantovano di origine, nel 1999 si laurea in Storia contemporanea all'Università di Nizza Sophia Antipolis con una tesi sull'occupazione italiana in Costa Azzurra durante la seconda guerra mondiale.
Studioso di Charles Bukowski, alla sua opera ha dedicato tre libri: la prima biografia italiana scritta con l'aiuto di Fernanda Pivano, un romanzo con protagonista lo scrittore stesso (Taccuino di una sbronza, da cui, nel 2009, è stato tratto uno spettacolo teatrale) ed un libro di aforismi pubblicato nel 1997 nella collana Millelire Stampa Alternativa.
Giallista, è uno degli esponenti del cosiddetto noir metropolitano, ha pubblicato dieci romanzi per adulti ed uno per ragazzi che hanno come protagonista il giornalista hacker Enrico Radeschi. Più recentemente ad essi si aggiungono la serie della profiler Gaia Virgili e quella del commissario Luca Botero, detto Amish perché avverso alle innovazioni della società contemporanea. 
Ha scritto un libro-guida su Mantova e la sua gente, un volume umoristico sulla professione dell'informatico e nel 2010 una guida sui misteri di Milano.
Ha collaborato con riviste e giornali come Corriere della Sera, Rolling Stone, Diario, GQ, Detective Magazine.
Ha scritto soggetti per la televisione come ad esempio per la serie dieci e undici di Distretto di Polizia.
È fondatore e direttore della rassegna dedicata al giallo e al noir NebbiaGialla Suzzara Noir Festival che si svolge dal 2007 ogni primo week-end di febbraio a Suzzara e del festival Milano in Bionda nato nel 2008.
Nel 2010 ha ideato il Premio NebbiaGialla per la letteratura noir e poliziesca.
Dirige il web press e casa editrice digitale MilanoNera, sito dedicato interamente alla letteratura gialla.
Vive a Milano e i suoi romanzi sono tradotti in Spagna, Francia, Germania, Polonia, Serbia, Repubblica Ceca, Repubblica Slovacca e Stati Uniti.

## Premi e riconoscimenti
- Premio Camaiore (2007) per La mano sinistra del diavolo
- Premio Selezione Bancarella (2015) per Solo il tempo di morire
- Premio Garfagnana in giallo (2015) per Solo il tempo di morire
- Premio Scerbanenco dei lettori (2020) per Psychokiller
- Premio Selezione Bancarella (2022) per Black Money
- Premio Tettuccio (2022) per Black Money

## Opere

### Romanzi
- Il mio nome è Bukowski, Fermento, 2006. ISBN 88-89207-40-X - riedito come:
Taccuino di una sbronza, Kowalski, 2008. ISBN 978-88-7496-671-4
- PesceMangiaCane, Ambiente\Verdenero, 2010. ISBN 978-88-96238-55-4
- Milano Criminale, Rizzoli, 2011. ISBN 978-88-17-04777-7
- L'ira funesta, Il primo caso del maresciallo Valdes, Rizzoli, 2013. ISBN 978-88-17-06349-4
- Solo il tempo di morire, Marsilio, 2015. ISBN 978-88-31-72036-6
- Addicted, Sem, 2018. ISBN 978-88-93-90135-2

#### Romanzi con protagonista il commissario Luca Botero
- Alla vecchia maniera. Il primo caso del commissario Botero, Mondadori, 2023. ISBN 978-88-04-76461-8
- Una morte onorevole. Un caso alla vecchia maniera per il commissario Botero, Mondadori, 2024

#### Romanzi con protagonista la profiler Gaia Virgili
- Psychokiller, Sem, 2020. ISBN 978-88-93-90223-6
- Black Money, Sem, 2021. ISBN 978-88-93-90376-9
- Yellow Diamonds, Sem, 2023. ISBN 978-88-93-90474-2 Passi di: Paolo Roversi. “Yellow Diamonds”. Apple Books.

#### Romanzi con protagonista Enrico Radeschi
1. La confraternita delle ossa, Marsilio, 2016. ISBN 978-88-317-2500-2
2. Blue Tango - noir metropolitano, Stampa Alternativa, 2006. ISBN 88-7226-902-4 - Marsilio, 2018. ISBN 978-88-317-2877-5
3. La mano sinistra del diavolo, Mursia, 2006. ISBN 88-7226-902-4
4. Niente baci alla francese, Mursia, 2007. ISBN 978-88-425-3888-2
5. L'uomo della pianura, Mursia, 2009. ISBN 978-88-425-4341-1
6. Cartoline dalla fine del mondo, Marsilio, 2017. ISBN 978-88-317-2850-8
7. Alle porte della notte, Marsilio, 2019. ISBN 978-88-297-0186-5
8. Il pregiudizio della sopravvivenza, Marsilio Farfalle, 2021. ISBN 978-88-297-1096-6
9. L'eleganza del killer, Marsilio, 2022. ISBN 978-88-297-0959-5
10. L'ombra della solitudine, Marsilio, 2024. ISBN 978-8829716050
11. L'innocenza dell'iguana, Marsilio, 2025. ISBN 978-8829716067

#### Radeschi extra
- La marcia di Radeschi, Mursia, 2012. ISBN 978-88-425-4733-4 (contiene la riedizione, aggiornata e ampliata di La mano sinistra del diavolo, Niente baci alla francese, L’uomo della pianura, Gli agenti segreti non piangono, La marcia di Radeschi e altri racconti)
- Il delitto dell'Expo, Corriere della Sera, 2015. ISBN 978-88-612-6821-0 (racconto di circa quaranta pagine pubblicato nel 2015 nella collana I Corsivi del Corriere della Sera)
- Delitto nella stanza chiusa: un'indagine di Enrico Radeschi, Marsilio, 2016. ISBN 978-88-317-4082-1 e-book fuori commercio)
- Girls, RCS Libri, 2018. ISBN 978-88-586-5460-6 (parte del progetto digitale Youcrime)

### Saggistica
- Seppellitemi vicino all'ippodromo così che possa sentire l'ebbrezza della volata finale - Pensieri e aforismi di C. Bukowski a cura di P. Roversi, Stampa Alternativa, 1997. ISBN 88-7226-396-4
- Informatici – I Peter Pan del Pc, Edizioni Sonda, 2002. ISBN 88-7106-343-0
- Mantovani – I nipoti di Virgilio, Edizioni Sonda, 2003. ISBN 88-7106-372-4
- Milano diamante, Marsilio, 2010. ISBN 978-88-958-3628-7
- Scrivo racconti e poi ci metto il sesso per vendere. La vita, la poesia e i segreti di Charles Bukowski, Morellini, 2017. ISBN 978-88-629-8485-0
- Scrivere gialli di successo, Bibliografica, 2022

### Romanzi per ragazzi
- Gli agenti segreti non piangono, Mursia, 2009. ISBN 978-88-425-4190-5
- Il mistero dell'Ombra dell'alba, Piemme, 2019. ISBN 978-88-566-7178-0
- Il segreto del Barone Rosso, Piemme, 2020. ISBN 978-88-566-8010-2
- Ari e il maestro di veleni, Pelledoca, 2021. ISBN 978-88-327-9033-7
- Tutankhamon - La maledizione del Faraone bambino, Piemme, 2022. ISBN 978-88-566-8527-5
- Il codice segreto di Leonardo, Piemme, 2023
- Il sangue di Raven, Piemme, 2024

### Fumetti
- Milano Criminale - La rapina del secolo, con Luigi Formola, Boris Squarcio, Edizioni NPE, 2020 ISBN 9788894818925
- Milano Criminale - Il solista del mitra, con Luigi Formola, Boris Squarcio, Edizioni NPE, 2022 ISBN 9788836270736
- Milano Criminale - Il bandito dai denti di lupo, con Luigi Formola, Christian Culicelli, Edizioni NPE, 2023 ISBN 9788836271733

### Racconti
- Il Quadro (con Enrico Radeschi) contenuto in Nessun Male, Mondadori, collana Giallo Mondadori presenta, 2007
- Ai confini della metropoli (con Enrico Radeschi) contenuto in Un giorno a Milano, Novecento, 2013
- Il killer di piazzale Dateo (con Enrico Radeschi) contenuto in Giallo estate, Newton&Compton, 2013
- Matrioska (con Enrico Radeschi) contenuto in Delitti d'estate, Newton&Compton, 2014
- Non valevole (con Enrico Radeschi) contenuto in Milano d'autore, Morellini, 2014
- Delitto all'ortomercato (con Enrico Radeschi) contenuto in Delitti in vacanza, Newton&Compton, 2015
- La grande occasione (con Enrico Radeschi) contenuto in Giallo di rigore, Il Giallo Mondadori, 2016

### Ebook
- Ho ammazzato Santa Claus, MilanoNera, 2011. ISBN 978-88-974-7713-6
- Charles Bukowski. Una vita d'ordinaria follia, Morellini, 2016. ISBN 978-88-629-8476-8

## Teatro
- Taccuino di una sbronza di Sergio Scorzillo - soggetto (2009)
- Milano Criminale di Paolo Roversi - adattamento teatrale dell'omonimo romanzo (2017)

## Televisione
- Distretto di polizia, (TV, 10 episodi) - soggetto (2011-2012)
- Realizzazione del cortometraggio L'ira funesta (tratto dall'omonimo romanzo) andato in onda su Premium Crime (2013)
- Realizzazione del programma Pillole di noir andato in onda su Premium Crime (2014)